# أدريان كولبيرت
أدريان كولبيرت (بالإنجليزية: Adrian Colbert)‏ هو لاعب كرة قدم أمريكية أمريكي، ولد في 6 أكتوبر 1993 في ويتشيتا فولز في الولايات المتحدة.

## وصلات خارجية
- أدريان كولبيرت على موقع مرجع كرة القدم المحترفة.كوم (الإنجليزية)